# Jag kommer, Gud, och söker dig
Jag kommer, Gud, och söker dig är en kristen psalm. Texten är skriven av Christian Fürchtegott Gellert som översattes till svenska av Jacob Axelsson Lindblom.

## Publicerad i
- 1819 års psalmbok, som nummer 151 under rubriken "Nådens medel".
- Den svenska psalmboken 1937, som nummer 195 under rubriken "C. Kyrkan och nådemedlen – 4. Nattvarden".